# Lázaro Ramos
Luís Lázaro Sacramento de Araújo Ramos (Salvador, 1 de novembrie de 1978) es un actor, presentador, doblador, cineasta y escritor de literatura infantil brasileño, que inició su carrera artística en el Bando de Teatro Olodum . Durante los años 1998 a 2002, fue el presentador de Fantástico . Ganó notoriedad al interpretar a João Francisco dos Santos en la película Madame Satã (2002). Lázaro fue nominado al Emmy (2007) a mejor actor por su interpretación en la telenovela Cobras & Lagartos, como Foguinho .
Empezó a estudiar teatro en la escuela y a los 10 años ya hacía pequeñas obras en el teatro con el nombre artístico: Lula Somar (Nombre formado por las dos primeras letras de su nombre compuesto "Lu" de Luís,"La" de Lázaro y "Add" del apellido "Ramos", pero al revés). Quien contó la curiosidad del nombre de Lula Somar fue el propio actor, durante una entrevista en el Programa do Jô, exhibida el 4 de agosto de 2016 por la Rede Globo.
A los 15 años integró el Bando de Teatro Olodum, dirigido por Marcio Meirelles y formado por actores negros, en Salvador . Mientras daba sus primeros pasos para iniciar su carrera, Lázaro Ramos trabajaba como técnico de laboratorio de análisis clínicos. Estudió Patología en la escuela técnica de Salvador. En ese momento su madre estaba afectada por una enfermedad degenerativa. Lázaro, siendo hijo único, ayudaba a pagar las cuentas del hogar.

## Carrera
Participó en la obra A Bruxinha Que Era Boa, de Maria Clara Machado, 1988, cuando tenía unos 12 años en un teatro itinerante que había en Salvador, reemplazando a su prima. Lázaro no tenía idea de lo que era actuar. Hasta que a los 15 años decidió ser actor. En 1994, integró el Bando de Teatro Olodum, actuando en la obra Bai, Bai Pelô . En el cine, apareció con la pandilla en Jenipapo 1995 ), de Monique Gardenberg, en 1998, cuenta la leyenda que su participación en la película Cenicienta Baiana, con Carla Pérez, fue sumamente importante para que Lázaro consiguiera dinero para mantenerse mientras estudiaba. y en Sabor da Paixão, en 2000, cuando protagonizó junto a Murilo Benício y Penélope Cruz, una comedia de la directora venezolana Fina Torres . Madame Satã fue su primera película como protagonista. Pero, antes del estreno de esta película, Lázaro ya había rodado O Homem que Copiava, en la que también interpretó el papel principal, el tímido diseñador y fotocopiador André. En Cafundó, de Paulo Betti, Lázaro interpretó a su tercer protagonista, João de Camargo, un antiguo esclavo que se convierte en líder religioso. En Nina, película de Heitor Dhalia, inspirada en el clásico Crimen y castigo de Dostoievski, hizo una breve aparición como pintor.
En 2002, Lázaro Ramos debuta en la Rede Globo en la microserie “ <i id="mwWA">Pastores da Noit</i> e ”, basada en la obra de Jorge Amado . Al año siguiente, junto a Lúcio Mauro Filho, Bruno García, Wagner Moura y Zéu Britto, forma el quinteto de la serie Sexo Frágil, donde todos los protagonistas desempeñaban papeles masculinos y femeninos. Lázaro Ramos dio vida a los hermanos Fred y Priscila. El personaje femenino fue traído del espectáculo “Mamãe Não Pode Saber”. En “Fragile Sex”, además de su peculiar risa, el personaje destacó por creerse “extremadamente similar” a la modelo Gisele Bundchen . Presentó varios cuadros en el Sunday Fantástico, como “O Homem Object”, “Human Instinct”, “Os Sete Pecados Capitalis”, “O Curioso” y “R1”, este último solo como locutor sobre la rutina del residente. médicos del Hospital das Clinics de Sao Paulo. En 2005, participó en la película A Máquina (basada en la obra de teatro del mismo nombre), de João Falcão, junto a Wagner Moura, Vladimir Brichta y Gustavo Falcão, que tuvo mucho éxito en el eje Rio-São Paulo . También participó en la obra Mamãe Não Pode Saber, nuevamente bajo la dirección de João Falcão. En el mismo año, el actor se fue de Salvador a Río de Janeiro . En Madame Satã, su primer trabajo como protagonista en el cine, Lázaro Ramos interpretó a la personalidad transformista del barrio carioca de Lapa . La película tuvo varios premios en festivales internacionales de cine y con ello, Lázaro comenzó a ganar fama por haber interpretado el papel principal.

### Presentador en Canal Brasil
El año 2006 marca el debut de su programa semanal “ Espelho ”. Todos los lunes, Lázaro Ramos promueve un encuentro con varias personalidades en Canal Brasil, discutiendo temas relevantes de la vida cotidiana brasileña. Una entrevista con el rapero Criolo en 2013, donde el cantante se muestra indignado con la escena política brasileña, se volvió viral en las redes sociales, dando gran protagonismo al programa. En 2007, en Duas Caras, vivía Evilásio Caó, envuelto en un triángulo amoroso con Solange y Júlia, interpretadas respectivamente por Sheron Menezes y Débora Falabella . En el mismo año vuelve a protagonizar la película Ó Paí, Ó, junto a Wagner Moura, donde su personaje Roque era un "héroe popular" aspirante a cantante. En la película, canta las canciones: "Protesto do Olodum", "Canto do Mundo", "Sonho Aventureiro" y "Vem Meu Amor". El año siguiente resultó en una serie homónima exhibida en Globo, que también ya había sido una obra de teatro. Fue considerado por la revista IstoÉ como uno de los 100 brasileños más influyentes en 2007.

### brasileño influyente

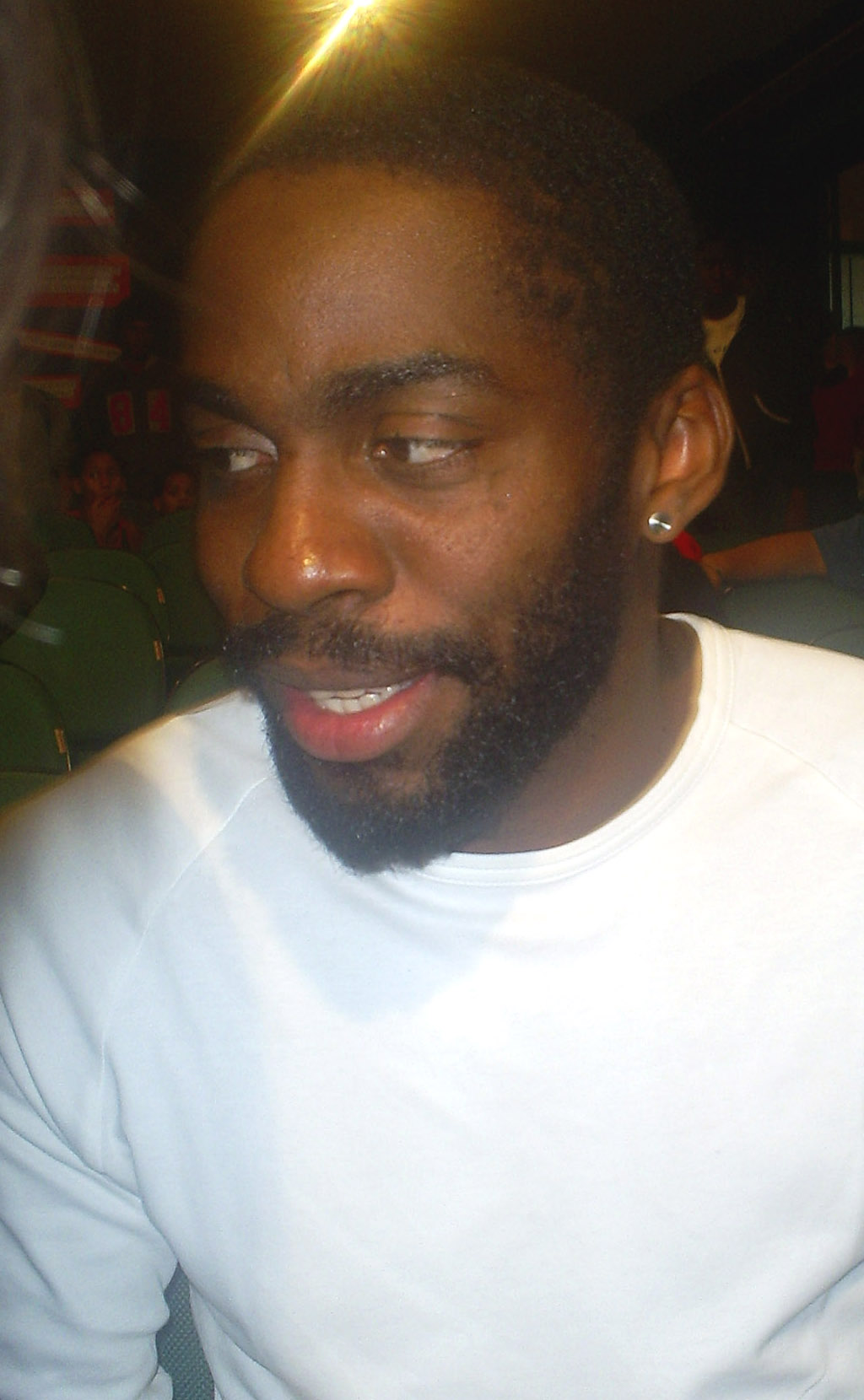
El actor en 2007.

En julio de 2009, fue nombrado Embajador de UNICEF . Fue considerado por la revista Época uno de los 100 brasileños más influyentes del año 2009. También en 2009, Lázaro Ramos fue el presentador de la 5ª edición de BRAVO! Primo de la Cultura. En 2010 regresa a la teledramaturgia con una pequeña participación especial como él mismo en la telenovela “ Passione ”. En 2011, interpretó a André Gurgel en Insensato Coração . Era un soltero convencido de que no ocultaba a nadie su falta de interés por profundizar una relación. Ese año, recibe el premio Camélia da Liberdade en la categoría "Prensa" en reconocimiento a personalidades que promueven acciones para la inclusión social de los afrodescendientes. En 2012, interpretó a la capoeirista Zé Maria, pareja sentimental de Isabel, interpretada por Camila Pitanga, en Lado a Lado . El texto de João Ximenes Braga y Claudia Lage ganó el Emmy 2013 en su categoría. La telenovela marcó el debut del actor en los seriales de época.

### Telenovelas y películas
En 2014, Brian Benson desempeñó el papel de físico cuántico, gurú del pop y mentor filosófico de los tecnócratas de Silicon Valley en Geração Brasil . Esta fue la segunda trama a las 7 p. m. donde pudo actuar con su esposa Tais Araújo, sin embargo, esta vez, su personaje no tenía ningún interés romántico en el personaje de Verônica, interpretado por la actriz. Al año siguiente, fue elegido por Rede Globo para la cobertura de la 87.ª ceremonia de los Oscar junto a Artur Xexeo y Maria Beltrão . También en 2015, la Rede Globo, en colaboración con la Unesco, estableció un nuevo lenguaje para el proyecto Criança Esperança . Lázaro Ramos forma parte del nuevo equipo de movilizadores del programa, acompañado por las actrices Leandra Leal y Dira Paes y el judoka Flávio Canto . La asociación continúa en 2016 . El año 2015 aún reservaba dos estrenos cinematográficos para el actor. Junto a Susana Vieira, Otávio Augusto, Roberta Rodrigues y Lúcio Mauro Filho, interpretó al portero Geneton en la comedia Sorria, Você Está Sendo Filmado . Luego protagoniza el drama Tudo que Aprendimos Juntos, donde interpreta al violinista Laerte, quien, luego de una carrera frustrada, se ve obligado a aceptar un trabajo como profesor de música en una comunidad pobre. En octubre de 2015, junto a su esposa Tais Araújo, protagonizó la serie Mister Brau . La serie recibe elogios en el extranjero por ser la primera producción brasileña protagonizada por una pareja negra empoderada. Creado por Jorge Furtado y Adriana Falcão, cuenta la vida superlativa de una estrella musical que vive en un condominio conservador en Barra da Tijuca. El texto suele abordar temas como el racismo, el feminismo y los derechos humanos a través del humor. Asegurando buenos índices de audiencia los martes por la noche, la producción ya aseguró su continuidad para una tercera temporada. En 2016, en el cine, Lázaro Ramos interpretó a su primer villano, el sanguinario Nenê del thriller <i id="mw5Q">Mundo Cão</i>, con Babu Santana y Adriana Esteves . En agosto de 2019 fue distinguido con el Trofeo Oscarito en el Festival de Gramado.

### Literatura

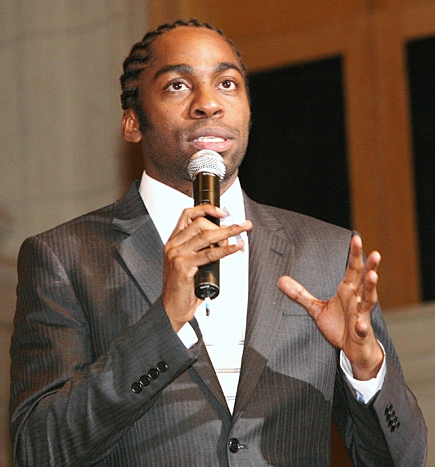
El actor en 2009.

La primera incursión de Lázaro Ramos en la literatura infantil fue a los 21 años, con el título " Parutas  ", una referencia a Ilha do Pati, en São Francisco do Conde, ciudad de origen de la mayor parte de su familia. Según Lázaro, este libro trata mucho más del niño que fue y de la autoestima. Su segundo libro, " A Velha Sentada ", publicado en 2010, trata sobre las relaciones de los niños con Internet y el poder de la imaginación. El libro dio lugar a un espectáculo infantil titulado " A Menina Edith ea Velha Sentada  ", una trama musicalizada con 12 canciones, que mezclan varios estilos e intérpretes, como James Brown, Raul Seixas, Amy Winehouse, Pitty y Cartola, siempre acompañada de una banda, además de coreografías y trucos circenses. El texto gana el Premio Zilka Salaberry en 2014 en la categoría de Mejor Director para Lázaro Ramos. En 2015, el texto vuelve a ser reconocido, esta vez con dos Premios de Teatro Infantil CBTIJ, en las categorías de Música Original y Texto Adaptado. Luego, Lázaro Ramos publica su segundo libro infantil, “ Cuaderno de rimas de João ” a través de la Editora Pallas, basado en términos curiosos que escuchó de varios niños, principalmente su hijo mayor, João Vicente. A través de rimas, el autor trata de explicar temas complejos como la corrupción y el dinero. Aún en el universo infantil, Lázaro Ramos firma el guion y la dirección del espectáculo “ Boquinha… y así vino el mundo ”. El texto invita al público a explorar las aventuras de João Vicente en un viaje por diferentes culturas que intentan explicar, cada una a su manera, la creación del mundo. La historia se basa en un plegado que el actor realizó para jugar con sus hijos y desde allí responder a sus preguntas sobre la Tierra. Para 2017, Lázaro Ramos se prepara para lanzar dos nuevos títulos. El primero, “El conejo que quería más”, de Editora Pallas. Recientemente firmó con Companhia das Letras para la publicación de su primer libro para una audiencia adulta, aún sin título.

### teatro
En teatro, Lázaro Ramos actualmente dirige y monta junto a Tais Araújo el drama O Topo da Montanha, texto de la autora neoyorquina Katori Hall, traducido por Sílvio de Albuquerque. El espectáculo imagina las últimas horas de vida del líder estadounidense de derechos civiles Martin Luther King Jr.

### Cineasta
Debutó como director de cine en 2019/2020 con el inicio del rodaje de "Medida Provisional". Debido a la pandemia, la película se estrenó por primera vez en festivales internacionales de cine. El estreno en Rusia, por ejemplo, fue el 3 de octubre de 2020. En marzo de 2021, todavía era inaudito en Brasil. La película "Medida Provisional" (Orden Ejecutiva) ganó premios internacionales, como el trofeo al Mejor Guion en el Indie Memphis Film Fest. Fue criticado por el presidente de la Fundación Palmares, Sérgio Camargo .
En septiembre de 2021, Lázaro Ramos firmó un contrato exclusivo, por tres años, con Amazon Studios, para producciones de Prime Video y proyectos en otras áreas de la empresa como Amazon Music y Amazon Alexa .

## Vida personal
Lázaro Ramos está casado con la actriz Taís Araújo, madre del primer hijo de la pareja: João Vicente de Araújo Ramos, nacido el 18 de junio de 2011 y Maria Antônia, nacida el 23 de enero de 2015. Lázaro protagonizó junto a Taís la telenovela Cobras & Lagartos, interpretando el personaje de Foguinho, un simpático estafador que se hizo popular entre el público y por el que fue nominado al Emmy a mejor actor en 2007 . En 2013 volvieron a aparecer juntos en la película Acorda Brasil, en 2014 en Geração Brasil y en 2015 en Mister Brau .

## Filmografía

### Televisión
| Ano            | Título                            | Personagem / Cargo                | Nota                                           |
| -------------- | --------------------------------- | --------------------------------- | ---------------------------------------------- |
| 2002           | Pastores da Noite                 | Massu                             |                                                |
| 2003           | Fantástico                        | Betinho                           | Quadro: O Homem Objeto                         |
| 2003           | Cena Aberta                       | Bonifácio                         | Episódio: "Negro Bonifácio"                    |
| 2003           | A Grande Família                  | Alemão                            | Episódio: "Quem Vai Ficar com Mário?"          |
| 2003           | Carga Pesada                      | Agente Edison                     | Episódio: "Companheiros"                       |
| 2003–04        | Sexo Frágil                       | Fred                              |                                                |
| 2003–04        | Sexo Frágil                       | Priscila                          |                                                |
| 2004           | Programa Novo                     | Fred                              | Especial de fim de ano                         |
| 2004           | Programa Novo                     | Priscila                          | Especial de fim de ano                         |
| 2005           | Fantástico                        | Repórter                          | Quadros: Instinto Humano Quadro: Os 5 Sentidos |
| 2005           | Carandiru, Outras Histórias       | Ezequiel                          | Episódio: "Ezequiel, o Azarado"                |
| 2005           | Levando a Vida                    | Formiga                           | Especial de fim de ano                         |
| 2006           | Fantástico                        | Avareza                           | Quadro: Os 7 Pecados Capitais                  |
| 2006           | Cobras & Lagartos                 | Daniel Miranda Café (Foguinho)    |                                                |
| 2006– presente | Espelho                           | Presentador                       |                                                |
| 2007           | Duas Caras                        | Evilásio Caó dos Santos           |                                                |
| 2008–09        | Ó Paí, Ó                          | Roque Bahia                       |                                                |
| 2009           | Decamerão: A Comédia do Sexo      | Monge Masetto                     |                                                |
| 2009           | Dó-Ré-Mi-Fábrica                  | Ludovico / Arquimedes             | Especial de fim de ano                         |
| 2011           | Passione                          | Ele mesmo                         | Episódio: "6 de janeiro"                       |
| 2011           | Insensato Coração                 | André Gurgel                      |                                                |
| 2012           | Lado a Lado                       | José Maria dos Santos (Zé Maria)  |                                                |
| 2013           | O Dentista Mascarado              | Falso Lázaro Ramos                | Episódio: "14 de junho"                        |
| 2014           | Doce de Mãe                       | Francis Farmer                    | Episódio: "Nosso Amor é Fogo"                  |
| 2014           | A Grande Família                  | Ele mesmo / Agostinho Carrara     | Episódio: "Um"                                 |
| 2014           | Geração Brasil                    | Brian Roberto Benson              |                                                |
| 2015–18        | Mister Brau                       | Bráulio Pederneiras (Mister Brau) |                                                |
| 2015–18        | Mister Brau                       | Priscila                          |                                                |
| 2017           | Rock Story                        | Bráulio Pederneiras (Mister Brau) | Episódio: "1 de março"                         |
| 2017           | Lazinho com Você                  | Presentador                       |                                                |
| 2018           | Os Melhores Anos das Nossas Vidas | Presentador                       | [ 44 ]                                         |
| 2020           | Diário de Um Confinado            | Dr. Guilherme Lemos               |                                                |
| 2020           | Amor e Sorte                      | Cadú                              |                                                |
| 2021           | Amor de Mãe                       | Narrador                          | Episódio: "15 de março"                        |
| 2021           | Aruanas                           | Enzo Costa                        |                                                |
| 2022           | Sob Pressão                       | Davi                              | Episódio: "1.5"                                |
| 2022           | Sob Pressão                       | Michel                            | Episódio: "1.5"                                |
| 2023           | Feliz Ano Novo... De Novo         | Presentador / Varios personajes   | [ 48 ]                                         |

### Cine
| Ano  | Título                                    | Personagem                              | Notas          |
| ---- | ----------------------------------------- | --------------------------------------- | -------------- |
| 1998 | Cinderela Baiana                          | Chico                                   |                |
| 2000 | Woman on Top                              | Max                                     |                |
| 2002 | As três Marias                            | Catrevagem                              |                |
| 2002 | Madame Satã                               | João Francisco dos Santos / Madame Satã |                |
| 2003 | Carandiru                                 | Ezequiel                                |                |
| 2003 | O Homem do Ano                            | Marcão                                  |                |
| 2003 | O Homem que Copiava                       | André Maciel                            |                |
| 2004 | Meu Tio Matou um Cara                     | Éder Fragoso                            |                |
| 2004 | Nina                                      | Pintor                                  |                |
| 2004 | TheLastNote.com                           | Lázaro                                  | Curta-metragem |
| 2005 | A Máquina                                 | Doido Cético                            |                |
| 2005 | Cafundó                                   | João de Camargo                         |                |
| 2005 | Cidade Baixa                              | Deco                                    |                |
| 2005 | Desejo                                    | Edmilson                                | Curta-metragem |
| 2005 | Quanto Vale ou É por Quilo?               | sequestrador                            |                |
| 2006 | O Cobrador                                | C                                       |                |
| 2007 | Ópera do Mallandro                        | Mallandro 1                             | Curta-metragem |
| 2007 | Ó Paí, Ó                                  | Roque                                   |                |
| 2007 | Saneamento Básico, o Filme                | Zico                                    |                |
| 2011 | Amanhã Nunca Mais                         | Dr. Walter                              |                |
| 2011 | Priscilla Drag, Eu sou Rica!              | Ele mesmo                               |                |
| 2012 | Marighella                                | Narrador                                | Documentário   |
| 2012 | O Grande Kilapy                           | Joãozinho (João Fraga)                  |                |
| 2014 | As Aventuras do Avião Vermelho            | Chocolate (voz)                         | Dublagem       |
| 2015 | O Vendedor de Passados                    | Vicente                                 |                |
| 2015 | Sorria, Você Esta Sendo Filmado - O Filme | Geneton                                 |                |
| 2015 | Tudo que Aprendemos Juntos                | Laerte dos Santos                       |                |
| 2016 | Mundo Cão                                 | Nenê                                    |                |
| 2018 | O Beijo no Asfalto                        | Arandir                                 |                |
| 2018 | Mussum, um Filme do Cacetis               | Narrador                                | Documentário   |
| 2018 | O Grinch                                  | Grinch (voz)                            | Dublagem       |
| 2019 | Um Espião Animal                          | Lance Sterling (voz)                    | Dublagem       |
| 2019 | Correndo Atrás                            | Jerry                                   |                |
| 2020 | M8 - Quando a Morte Socorre a Vida        | Motorista da funerária                  |                |
| 2020 | D. P. A. 3 - Uma Aventura no Fim do Mundo | Mago Elergun                            |                |
| 2021 | O Silêncio da Chuva                       | Inspetor Espinosa                       |                |
| 2022 | As Verdades                               | Josué                                   |                |
| 2022 | Papai É Pop                               | Tom                                     |                |

## Teatro
| Año           | Título                              | Rol / Función      |
| ------------- | ----------------------------------- | ------------------ |
| 1988          | La bruja que era buena              |                    |
| 1994          | bai bai pelo                        |                    |
| 1995          | Zombie está vivo y sigue luchando   |                    |
| 1995          | la casa cerrada                     |                    |
| 1996          | Ere de por vida                     |                    |
| 1996          | Ópera de los 3 espejos              |                    |
| 1997          | Carrera Cabaret                     |                    |
| 1997          | Londres                             | Ochosi             |
| 1997          | bacantes                            |                    |
| 1997          | Esmeralda la fetichista de vampiros | bruja queche       |
| 1997          | Tropicalia y plátanos               | GilbertoGilberto   |
| 1998          | cuidame bien                        |                    |
| 1998          | Ópera de 3 reales                   |                    |
| 1998          | un don quijote                      |                    |
| 1998          | Don Quijote de Cervantes            |                    |
| 1999          | La excepción y la regla             |                    |
| 1999          | Sueño de una noche de verano        |                    |
| 2000          | La máquina                          |                    |
| 2002          | Mamá no puede saber                 |                    |
| 2002          | viendo estrellas                    |                    |
| 2003          | Objeto hombre                       |                    |
| 2007          | El Método Grönholm                  | Fernando Fontes    |
| 2015-presente | la cima de la montaña               | Martin Luther King |

## Dirección

### Televisión
| Año                 | Título           | Nota                 |
| ------------------- | ---------------- | -------------------- |
| 2006– <br /> regalo | Espejo           |                      |
| 2010                | Fantástico       | Imagen: Los curiosos |
| 2020                | Discursos negros |                      |

### Películas
| Año  | Título                | Nota          |
| ---- | --------------------- | ------------- |
| 2006 | Zózimo Bulbul         | documental    |
| 2018 | Band, una película de | Documental    |
| 2022 | Medida provisoria     | Largo metraje |

### videoclips
| Año  | Título                 | Artista                |
| ---- | ---------------------- | ---------------------- |
| 2010 | "Simbolo de corazon"   | Ara Ketu               |
| 2016 | "Se está poniendo mal" | Dream Team de Passinho |

### teatro
| Año           | Título                           |
| ------------- | -------------------------------- |
| 2011          | ¡Namibia, no!                    |
| 2013          | Miss Edith y la anciana sentada  |
| 2015-presente | la cima de la montaña            |
| 2016          | Boquinha... Y así nació el mundo |
| 2016          | O Jornal - La piedra rodante     |

## Literatura
- 2000 - Paparutas
- 2010 - La anciana sentada
- 2014 - Cuaderno de rimas de João
- 2017 - El conejo que quería más
- 2017 - En mi piel
- 2022 - Medida Provisional: Diario del Director